# Bandini s.p. 1000
La Bandini 1000 sport prototipo è un'autovettura da corsa costruita per la stagione 1972 dalla Bandini automobili di Forlì.
Questa vettura  segnò alcuni significativi cambiamenti nel panorama della produzione Bandini.
Presentata di un originale color arancione, subì un incidente alla "Targa Florio" del 1972 e nella riparazione, Ilario Bandini decise di cambiarne il colore in questa tonalità di blu. Attualmente è di colore rosso e azzurro.
Alla presentazione i cerchi delle ruote erano in lega leggera Campagnolo, nel 1975 furono sostituiti dagli inediti Bandini con mozzo centrale a sei/otto razze in lega d'alluminio e semicerchi smontabili. Uno sviluppo si registra anche nella dimensione e posizione dell'alettone monoplano posteriore che rispetto alla presentazione viene spostato verso l'alto e aumentato in larghezza. 

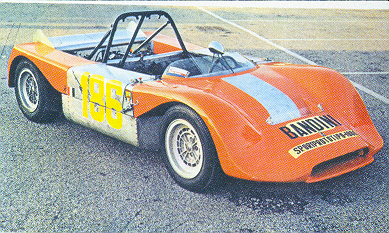

## Il telaio

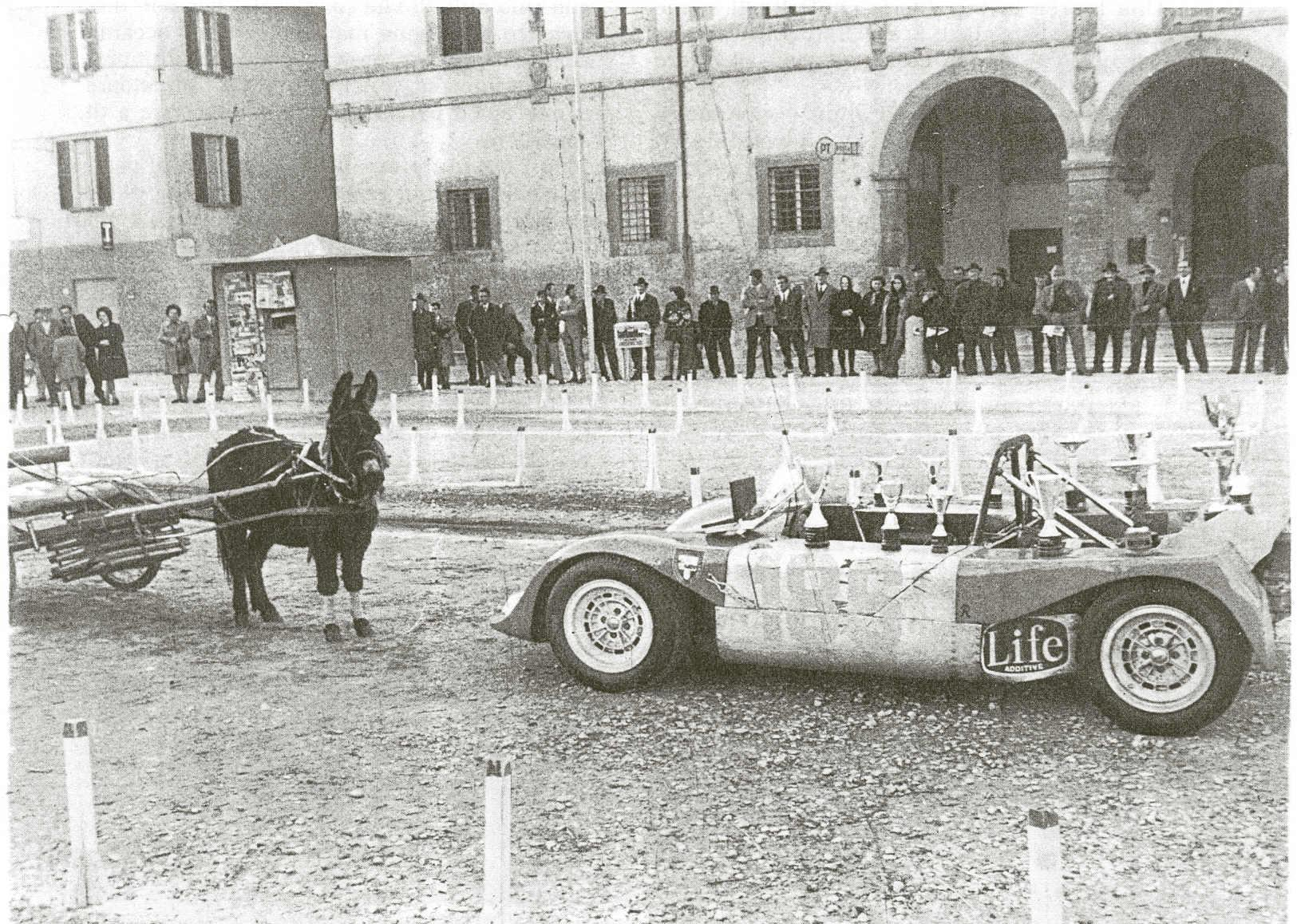
Una foto della presentazione.

Il telaio, pur mantenendo una continuità soprattutto per quanto concerne le scelte dei sistemi sospensivi (modificate solo nella posizione degli attacchi) subisce un radicale cambiamento nella disposizione e scelta della sezione dei tubi che costituiscono la struttura. La maggiore impronta a terra degli pneumatici e la mutata composizione della mescola e della carcassa richiedevano una maggior rigidità torsionale per poterne trarre a pieno il beneficio. 
Fu così realizzato un traliccio di tubi a sezione mista quadrata, rotonda e rettangolare.
Viene inoltre modificata la posizione del pilota che assume una posizione più sdraiata.
- Struttura e materiale: a traliccio di tubi a sezione mista: quadrata, rotonda e rettangolare, in acciaio speciale
- Sospensioni:
  - anteriore: indipendenti, a triangoli sovrapposti con ammortizzatori oleodinamici telescopici inclinati e molle cilindriche elicoidali coassiali; barra stabilizzatrice,  camber registrabile
  - posteriore: indipendenti, triangolo inferiore e bracci oscillanti ammortizzatori oleodinamici telescopici inclinati agenti sul portamozzo, barra di torsione, camber, caster e convergenza registrabili
- Impianto frenante:
  - di servizio: idraulico, a disco  anteriori e posteriori
- Sterzo: a pignone e cremagliera
- Guida: a sinistra
- Ruote: in lega d'alluminio Bandini
- Serbatoio: 40 Litri
- Trasmissione: differenziale e cambio posteriore, semiassi isometrici con giunti omocinetici

## Motore

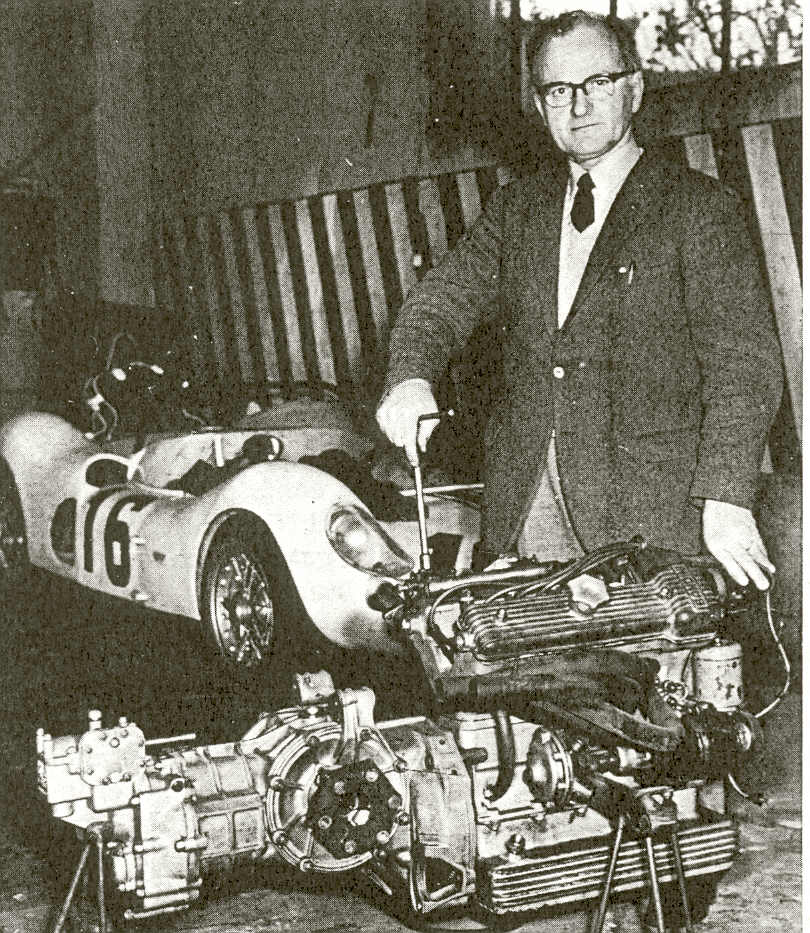
Il gruppo motore cambio della 1000 s.p.

Sull'innovativo telaio viene montato un motore di provata affidabilità e potenza: il Bandini 1000 cm³ di cilindrata  con bielle in alluminio e alberi a camme su rulli che in precedenza aveva equipaggiato la 1000/66 e la Saloncino che adesso raggiunge 118 CV.
Il telaio della Bandini s.p. 1000 fu in seguito utilizzato anche per testare la prima versione del motore 1300 cm³ basato su monoblocco Fiat.
Il cambio in fusione unica col differenziale è un Colotti a cinque rapporti marce più retromarcia.
- Posizionamento: posteriore longitudinale, 4 cilindri in linea
- Materiali e particolarità: doppio albero a camme in testa in lega d'alluminio a camera di scoppio e pistoni a cielo emisferico, distribuzione a catena con tenditore alberi a camme su cuscinetti a rulli, monoblocco e basamento a cinque supporti di banco in unica fusione e coppa dell'olio in lega d'alluminio, canne dei cilindri cromate e smontabili, bielle in alluminio.
- Alesaggio: 68 mm
- Corsa: 68 mm
- Cilindrata: 987 cm³
- Rapporto di compressione: 9:1
- Alimentazione: 2 carburatori Weber doppio corpo 38DCO3
- Potenza: 118 CV @ 8000 rpm
- Lubrificazione: carter umido con pompa a ingranaggi e filtro esterno, radiatore in alluminio
- Raffreddamento: forzato a liquido con pompa centrifuga comandata da puleggia e cinghia, radiatore verticale, all'avantreno
- Cambio e frizione: 5 marce sincronizzate + RM, frizione monodisco a secco
- Accensione e impianto elettrico:  bobina e distributore-ruttore sulla testa, batteria 12 V e dinamo

## La carrozzeria

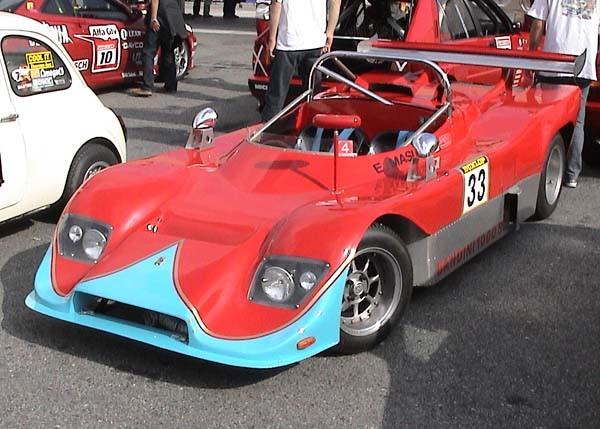
Una fotografia del 2003 in Giappone

La carrozzeria è composta da una parte anteriore con presa d'aria bassa, squadrata e molto larga, con un'ampia sfogo dell'aria calda proprio davanti all'abitacolo come avviene nella 1000 V modificata; è però, per la prima volta, realizzata in materiale composito: fibra di vetro e matrice in resina epossidica,  fissata attraverso sganci rapidi che ne permettono una veloce sostituzione. 
La zona abitacolo è rivestita con pannelli d'alluminio, mentre, le carenature delle ruote posteriori, anch'esse in fiberglass, completano la carrozzeria che lascia la zona centrale del retrotreno al primo vero e proprio alettone regolabile in incidenza adottato dalle Bandini.